# Tüskés pikó
A tüskés pikó vagy háromtüskés pikó (Gasterosteus aculeatus) a sugarasúszójú halak (Actinopterygii) osztályának a pikóalakúak (Gasterosteiformes) rendjébe, ezen belül a pikófélék (Gasterosteidae) családjába tartozó faj.

## Előfordulása
A tüskés pikó előfordul az egész északi félteke belvizeiben és part menti vizeiben. A vizek elszennyeződése és lecsapolása miatt egyes helyeken megcsappant az állománya. Magyarországon az 1900-as évektől jelezték; először a Lágymányosi-tóban. Az első bizonyító példányt 1956. október 29-én délután a Tímár utcai Duna parton a KISOK-nál Homonnay Szabolcs fogta Budapesten. Ma már a Duna mentén többfelé tömegesen előfordul.

## Megjelenése
A tüskés pikó édesvízben ritkán több, mint 10 centiméter, többnyire 5-8 centiméter; a tengeriforma eléri a 11 centiméter hosszúságot is. Feje és teste pikkelyek nélküli, csak a teljes oldalvonal mentén van egy csontlapocskák alkotta sor, amely ékszerűen a faroknyélre terjed. A párzási időszakban a tüskés pikó élénkpiros hasával és ezüstöskékre színeződő szivárványhátyával csalogatja a nőstényt a fészekhez. Hátán három tüske található. Hasúszói erős tüskékké alakultak.

## Alakjai
- Gasterosteus aculeatus f. trachurus - pajzsok a teljes oldalvonal mentén
- Gasterosteus aculeatus f. leiurus - pajzsok csak a mell oldalain

## Életmódja
Az állat kötetlen rajokban él, a hím csak párzás idején válik helyhez kötötté. Tápláléka vízlakó gerinctelenek, alkalmanként vízinövények, halikra és halivadék. A hal állkapcsa teljes hosszában előretolható, miközben beszippant egy zsákmányállatot. A tüskés pikó legfeljebb 3 évig él, ha sikerül megszabadulnia a vidráktól, a vízicickányoktól, a jégmadaraktól, más vízimadaraktól és a nagyobb halaktól.

## Szaporodása
Az ivarérettséget az első év végétől éri el. Az ívási időszak március végétől augusztus elejéig tart. A tüskés pikó hímje a növényekből, dombszerű fészket készít a folyóágyban vagy a tófenéken. Ha a fészek és a hím élénk színei oda csaltak egy nőstényt, akkor az utóbbi bemegy a fészekbe és lerakja 300-1000 ikráját. Ezután a hím néhány hétig gondozza az ikrákat, majd a kikelt ivadékokat.

## Galéria
|  |  |  |  |